# Микијева играоница
Микијева играоница (енгл. Mickey Mouse Clubhouse), америчка је интерактивна рачунарско-анимирана дечија телевизијска серија која се емитовала од 5. маја 2006. до 6. новембра 2016. Серија представља прву компјутерско-анимирану серију коју је урадио Disney Television Animation, намењену предшколцима. Бобс Гонавеј, Дизнијев ветеран који ју је направио, је такође одговоран за остале серије намењене предшколцима, као што је Џејк и Недођијски пирати и филмове укључујући Звончица и тајна крила, Звончица и вила гусарка и Авиони. Последња епизода емитована је 6. новембра 2016. године.  Премијерно је емитована на каналима Плејхаус Дизни и Дизни џуниор.
У Србији, серија је премијерно емитована 2009. године на каналу РТС 1, синхронизована на српски језик под називом Микијева играоница. Синхронизацију је радио студио Лаудворкс. Песме нису синхронизоване. Хепи ТВ је почетком 2016. емитовала серију са новом синхронизацијом на српски коју је сама урадила, под називом Мики Маусов клуб. За разлику од прве синхронизације, песме су синхронизоване. Ниједна синхронизација нема ДВД издања. Серија је у Србији такође емитована на каналу Дизни џуниор са оригиналном (енглеском) синхронизацијом.

## Преглед
| Сезоне | Сезоне | Епизоде | Оригинално емитовање | Оригинално емитовање |
| Сезоне | Сезоне | Епизоде | Почетак емитовања    | Крај емитовања       |
| ------ | ------ | ------- | -------------------- | -------------------- |
|        | 1      | 27      | 5. мај 2006.         | 27. јул 2007.        |
|        | 2      | 40      | 26. јануар 2008.     | 20. фебруар 2010.    |
|        | 3      | 32      | 27. фебруар 2010.    | 28. септембар 2012.  |
|        | 4      | 26      | 5. новембар 2012.    | 6. новембар 2016.    |

## Улоге
| Лик             | Глас                                          | Српски Глас (Лаудворкс) | Српски Глас (Хепи Кидс) |
| --------------- | --------------------------------------------- | ----------------------- | ----------------------- |
| Мики Маус       | Вејн Алвин (2006-2009) Брет Ајван (2009-2016) | Марко Марковић          | Ђорђе Симић             |
| Мини Маус       | Руси Тејлор                                   | Јелена Поповић          | Јована Јеловац Савнић   |
| Паја Патак      | Тони Анселмо                                  | Лако Николић            | Лако Николић            |
| Пата Патак      | Трес Мекнели                                  | Весна Станковић         | Миомира Драгићевић      |
| Шиља            | Бил Фармер                                    | Слободан Нинковић       | Владимир Василић        |
| Даба            | Џим Камингс                                   | Диитрије Илић           | Зоран Стојић            |
| Белка           | Ејприл Винчел                                 | Весна Станковић         | Миомира Драгићевић      |
| Стаја Фон Дрејк | Кори Бертон                                   | Лако Николић            | Предраг Дамњановић      |